# Jasminum noumeense
 (mars 2025).
Espèce
Statut de conservation UICN

 VU  : Vulnérable
Jasminum noumeense est une espèce de plantes à fleurs de la famille des Oleaceae. Elle est endémique de Nouvelle-Calédonie et considérée comme vulnérable (VU) par l'UICN.

## Synonyme
Jasminum magentae Guillaumin désigne la même espèce.

## Description

### Aspect général
La plante a un aspect lianescent mais peut également former des buissons bas.

### Feuilles
Les feuilles sont simples, opposées.

### Fleurs
Les fleurs sont blanches et très odorantes. Le calice a des lobes importants et est finement pubescent.

### Fruits
Les fruits sont des baies bilobées.

## Distribution
On trouve cette espèce sur la côte ouest de la Grande Terre en Nouvelle-Calédonie, dans trois zones :
- entre Koné et Bourail
- dans le Grand Nouméa
- sur la pointe Sud[1].